# Интро квартет
„Интро“ са сред най-популярните квартети в България. Сформирани са от студенти от Музикалната академия в Пловдив, България през 2001 г.
Концертните изяви на ИНТРО включват:
- 4 турнета в Германия (2002 – 2003) в градовете Дортмунд, Вилинген, Мюнстер, Райне, Берлин, Дортмунд;
- 2 концерта по покана на австралийската фирма „Милениум“ в Обединените арабски емирства във връзка с откриването на професионален образователен център в Дубай (2003) и с Дни на България в Рас Ал-Хайма (2005);
- концертна програма по повод „Дни на българо-австрийската култура“ във Виена (2005 г.);
- концертно турне в Китай, Хонг Конг и Макао (2006);
- участие в концертна програма по повод конгрес KOMESA на африканските републики в Джибути (2006).

Съставът има 2 сингъла – компилация от техно бийт и вокали, записани в Noculan студио, Ротердам по поръчка на Universal music, Berlin, съвместно с диджей екип Dance Nation и мениджър Олаф Юргенс, а също и многобройни изяви на българския концертен подиум.
Участвали са в редица телевизионни предавания – „Вот на доверие“, „Шоуто на Слави“, „Комиците“, „Чай“, „Полет над нощта“ и други.
През 2012 г. Интро квартет реализират грандиозен концерт-спектакъл по повод 10-годишния си юбилей, който се състои на Античения театър в Пловдив.